# Thespesia populnea
Thespesia populnea, popularmente conhecida como pau-rosa do pacífico, algodão-do-litoral, entre outros nomes, é uma espécie de angiosperma pertencente à família das malvas, Malvaceae. É uma árvore comumente encontrada nas costas ao redor do mundo. Embora seja confirmado ser nativa apenas dos trópicos do Velho Mundo, outras autoridades consideram-na ter uma mais ampla, possivelmente pantropical distribuição nativa. Acredita-se que seja uma espécie invasora na Flórida e no Brasil.

## Distribuição
Thespesia populnea é nativa de litorais tropicais e é adaptada a dispersões oceânicas e crescimento em ambientes insulares. É conhecida de ambas costas da África, do Sudeste Asiático, da Índia e do Sri Lanka, do norte da Austrália, das Ilhas do Pacífico (incluindo Havaí), da costa tropical do Pacífico americana a partir do sul do México até a Colômbia, das Índias Ocidentais e da Flórida nos Estados Unidos. Sua exata distribuição nativa tem sido debatida, com a maioria das autoridades considerando-a ser apenas nativa dos trópicos do Velho Mundo, algumas outras como Plants of the World Online incluindo as Ilhas do Pacífico em sua faixa nativa, e outras como a Lista Vermelha da IUCN e o DAEU incluindo também a América tropical dentro de sua faixa nativa. A IUCN apenas considera T. populnea a ser introduzida e invasora na Flórida. Também pode ser invasora na região norte do Brasil.
Como seu parente Hibiscus tiliaceus, foi uma das principais fontes de fibras liberianas para a produção de cordame e madeira para canoas polinésias austronésias e escultura. Embora suas sementes possam sobreviver por meses em correntes marítimas, nenhum vestígio de T. populnea foi recuperado da Polinésia antes da expansão austronésia (c. 5.000 AP), por isso é considerado por alguns autores que tenha sido intencionalmente carregada e introduzida por navegadores austronésios nas ilhas em que se estabeleceram. Entretanto, é ainda considerada questionavelmente nativa das Ilhas do Pacífico, incluindo o Havaí, por várias outras autoridades. No Havaí, é considerada como uma espécie nativa e é usada em projetos de restauração de hábitat para as florestas tropicais secas havaianas degradadas junto com as espécies de árvore definitivamente nativas Dodonaea viscosa e Cordia subcordata.

## Descrição

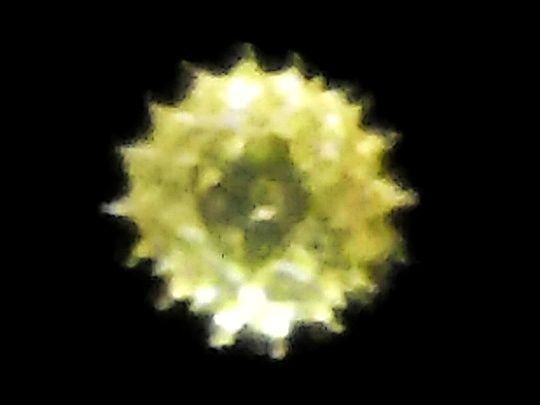
Pólen de T. populnea sendo observado através de um microscópio óptico

O pau-rosa do pacífico atinge uma altura de 6 a 10 metros e seu tronco pode medir de 20 até 30 cm de diâmetro. Cresce em elevações do nível do mar de até 275 metros em áreas que recebem 500 a 1.600 mm de precipitação anual. O pau-rosa-do-pacífico é capaz de crescer na grande quantidade de tipos de solo que podem estar presentes em ambientes costeiros, incluindo solos derivados de quartzo (areia), calcário, e basalto; a planta favorece solos neutros (pH de 6 a 7.4). Os grãos de pólen têm aproximadamente 70 mícrons de diâmetro.

## Usos
O cerne do pau-rosa do pacífico é marrom avermelhado escuro a marrom chocolate e tem uma gravidade específica de 0,55 a 0,89.
O pau-rosa do pacífico é conhecido como milo ou miro nas línguas polinésias. É popular no Havaí para marcenaria (geralmente transformado em tigelas) devido a variedade de cores expressas (tan, de amarelo ao vermelho). As árvores eram consideradas sagradas na cultura polinésia e eram normalmente plantadas em maraes junto de árvores como Ficus, Fagraea berteroana, Casuarina equisetifolia e Calophyllum inophyllum. Tradicionalmente era plantado em bosques sagrados e usado para esculturas religiosas em todo o leste da Polinésia. Em Taiti, a madeira de milo é usada na confecção do to'ere (tambor de madeira com fendas), usado na percussão tribal taitiana tradicional. Makoʻi foi usado para os tabletes de rongorongo da Ilha de Páscoa. Desde o surgimento de barcos com casco de alumínio no século 20, os pitcairneses têm feito viagens regulares à Ilha Henderson para colher madeira de miro. Normalmente eles vão para Henderson apenas uma vez por ano, mas podem fazer até três viagens se o clima for favorável. Os pitcairneses esculpem a madeira em colecionáveis, dos quais obtém grande parte de sua renda.
Na Nova Irlanda, a madeira do pau-rosa do pacífico é usada para fazer tambores de ampulheta. Em Tonga, sua casca é usada para tratar infecções bucais entre crianças, e sua madeira é usada para fazer canoas, partes de casas e trabalho artístico.
Na Indonésia, é conhecido como baru laut, baru pantai ou waru lot. Os amboneses cozinham as folhas em uma iguaria com vegetais.
Na Ásia Meridional, é usado para fazer o thavil, um instrumento musical carnático da Índia do Sul. A flor do algodão-do-litoral desempenhou um papel no movimento de independência do Sri Lanka, quando foi vendida no Dia da Lembrança pelo Movimento de Suriya-Mal ao invés da papoula para ajudar os ex-militares do Sri Lanka. A madeira da árvore era usada pelos primeiros povos tâmeis para fazer instrumentos na antiga Tamilakam.
Pode ser usada para a produção de celulose vindo das plantas [Singh et al 2019].
Em algumas partes do mundo, como o Havaí e o sul da Índia, T. populnea é considereda uma espécie importante em projetos de restauração de hábitat para florestas secas costeiras.